# Näätäaapa
Näätäaapa är en sumpmark i Finland. Den ligger i Ranua i landskapet Lappland, i den norra delen av landet, 600 km norr om huvudstaden Helsingfors.